# نوزی

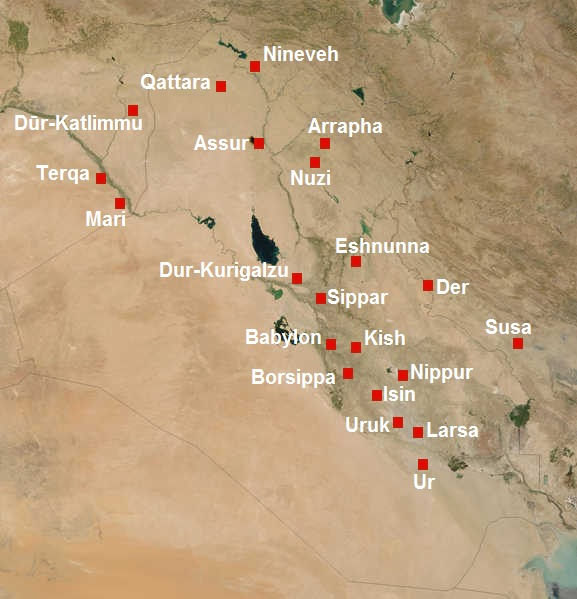
نقشه‌ای از بین النهرین در هزاره دوم پیش از میلاد

نوزی (به اکدی: Gasur) شهری باستانی است واقع در بین النهرین و جنوب غربی شهر آراپخا (کرکوک امروزی). این شهر باستانی در مجاورت رودخانه دجله واقع شده است.

## تاریخ
در اواسط هزاره دوم، هوری‌ها این شهر را تاسیس کردند و آن را نوزی نامیدند. تاریخچه‌ای مشخص در طول دوره‌های مختلف، از این شهر در دسترس نیست و تمام یافته‌ها در این زمینه به چند جدول میخی از دوره آشوری کهن برمی‌گردد. این جداول، به زبان میخی از تجارت این شهر با شهر آشور گزارش داده‌است. پس از سقوط امپراتوری پادشاه هیتان در میتانی که به دست آشور-اوبالیت یکم رقم خورد، نوزی به دست آشوریان افتاده و فتح گردید اما به تدریج رو به زوال رفت.

## باستان شناسی

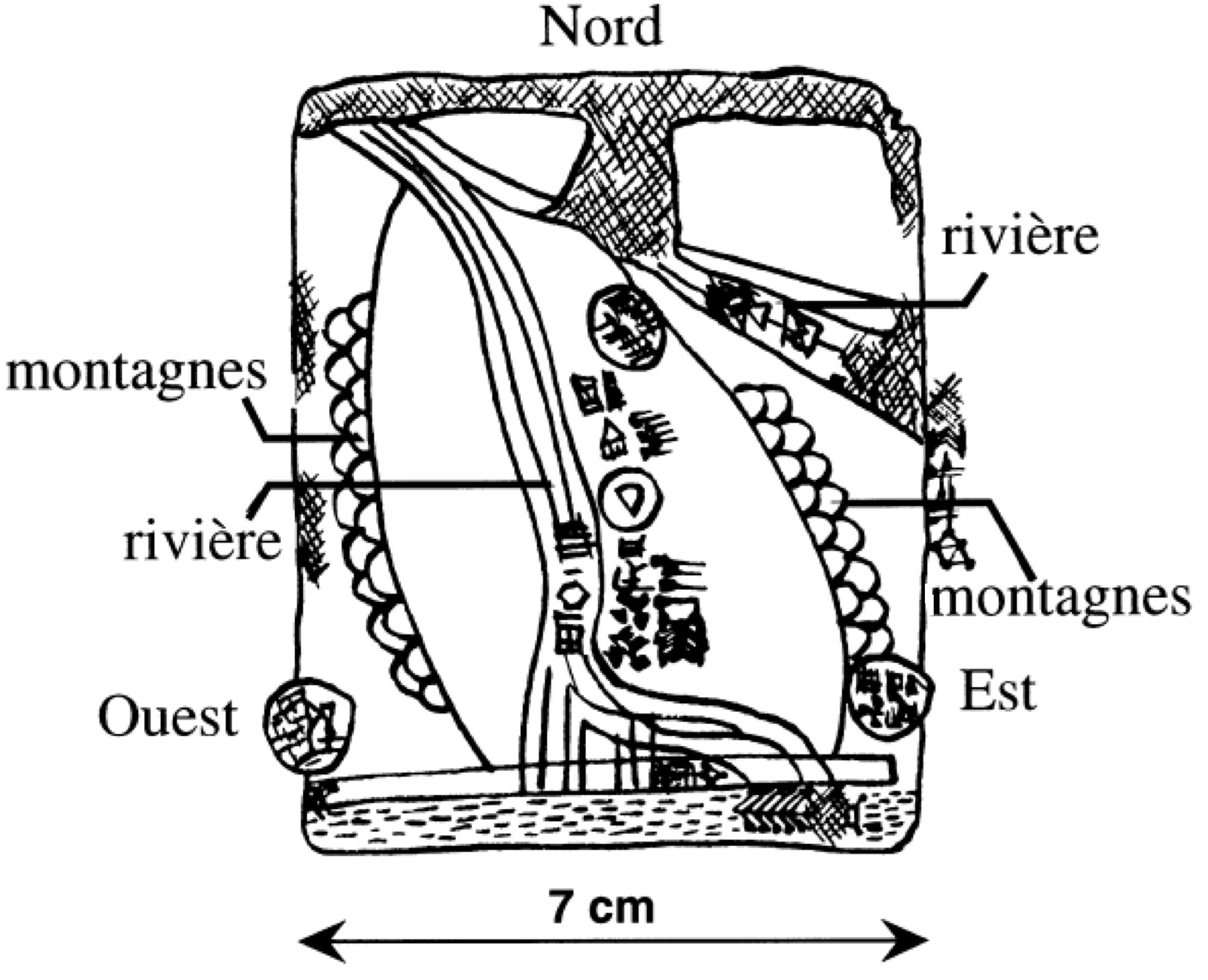
نقشه نوزی اکتشاف شده از شهر باستانی نوزی

با وجود اینکه لوح‌های یورگان تپه از سال ۱۸۹۶ اکتشاف گردید و اقدامات در جهت اکتشافات بعدی در آن آغاز گردید؛ نخستین تلاش برای اکتشاف این شهر به سال ۱۹۲۵ برمی‌گردد. در این سال کرترود بل، لوحی را در بازارهای بغداد کشف کرد و همین امر، آغازی برای یافت این شهر محسوب می‌شد. حفاری‌های این شهر باستانی توسط ادوارد چیرا، رابرت فایقر و ریچارد استار صورت گرفت که همگی تحت نظارت موزه عراق و مدرسه بغداد (از مدارس تحقیقات شرقی آمریکا -دانشگاه هاروارد- و موزه هنر فاگ) انجام می‌شد. این حفاری‌ها تا سال ۱۹۳۱ ادامه داشت و باعث شد تا ۱۵ سطح شغلی در سایت باستان‌شناسی این مجموعه، به کار گرفته شوند. تا به امروز از این مجموعه اکتشافی، صدها لوح و دیگر یافته‌های اکتشافی، کشف گردیده‌است.
تعداد الواح شناخته شده در این مجموعه، ۵.۰۰۰ لوح گزارش شده است که اکثر آنها در موسسه خاورشناسی دانشگاه شیکاگو و موزه باستان دانشگاه هاروارد نگهداری می‌گردد. بسیاری از این اسناد اکتشافی، مربوط به اسناد حقوقی و تجاری معمول دوران خود بوده‌اند و یک چهارم آنها مربوط به یک خانواده می‌باشد. اکثر این آثار اکتشافی، مربوط به دوره هوریان در هزاره دوم قبل از میلاد مسیح است و الباقی مربوط به زمان تاسیس شهر در زمان امپراتوری اکدی است.
معروف ترین مورد اکتشافی در این مجموعه باستانی، نقشه نوز است که قدیمی ترین نقشه شناخته شده‌ایست که تا کنون کشف گردیده است. البته این نقشه در واقع یکی از متون گاسور است که پیش از حمله هورها به شهر گاسور که بعدها به نوزی تغییر نام یافته است. گاسور مرکزی تجاری و پر رونق بود که متون باقی مانده از آن دوران، آن را یک جامعه‌ی تجاری متنوع گزارش کرده‌اند.